# Rotatória

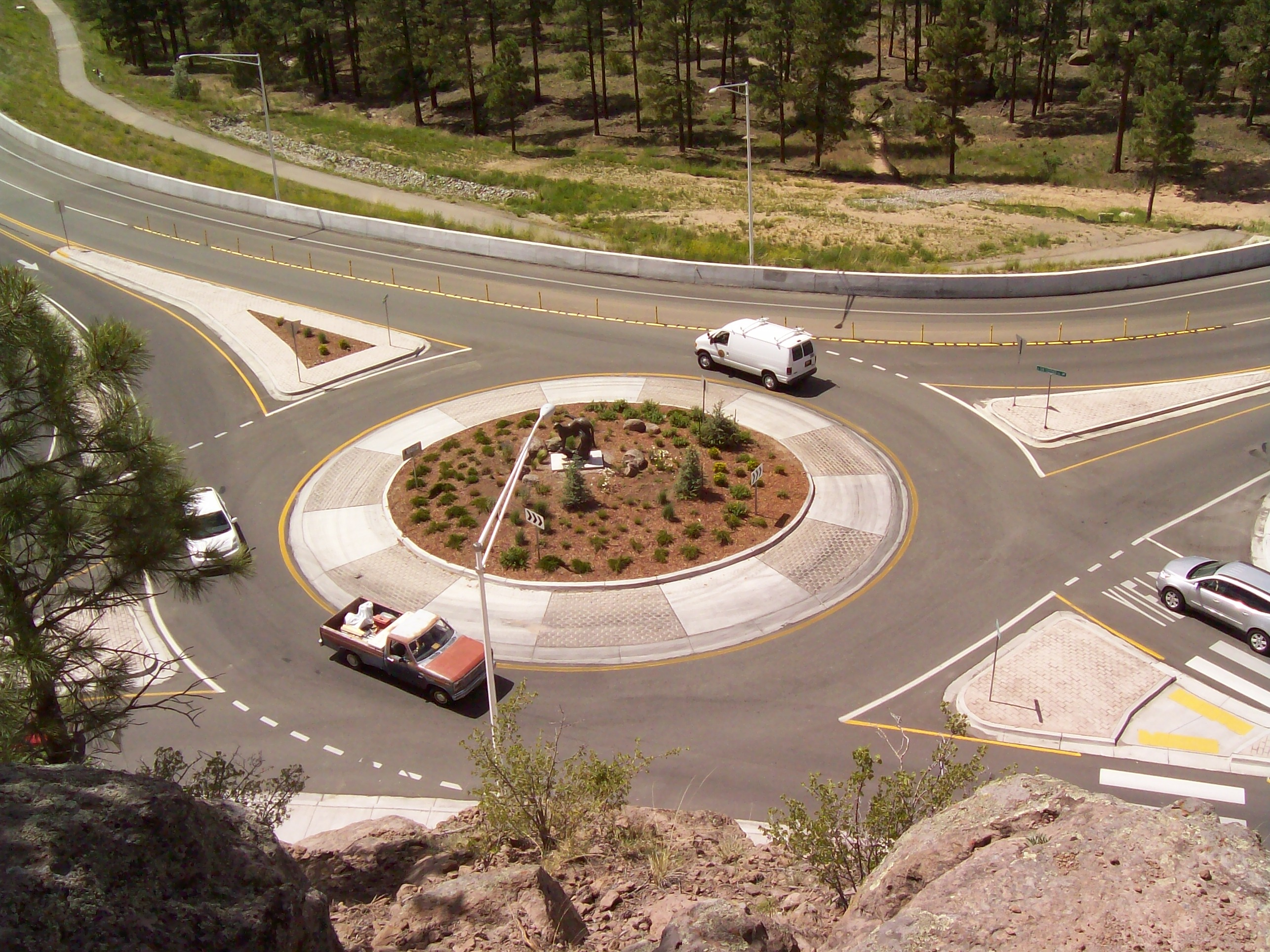
Exemplo de rotatória em uma via do Novo México, Estados Unidos.

Uma rotatória, giradouro, rótula (português brasileiro) ou rotunda (português europeu), também designada como bolacha,(português angolano) é uma praça ou largo, de forma circular, onde desembocam várias ruas e o trânsito se processa em sentido giratório. A cidade de Viseu, em Portugal, é conhecida pelo fenómeno da multiplicação das rotundas, assim como Paulínia, no Brasil.

## Código de Trânsito Brasileiro

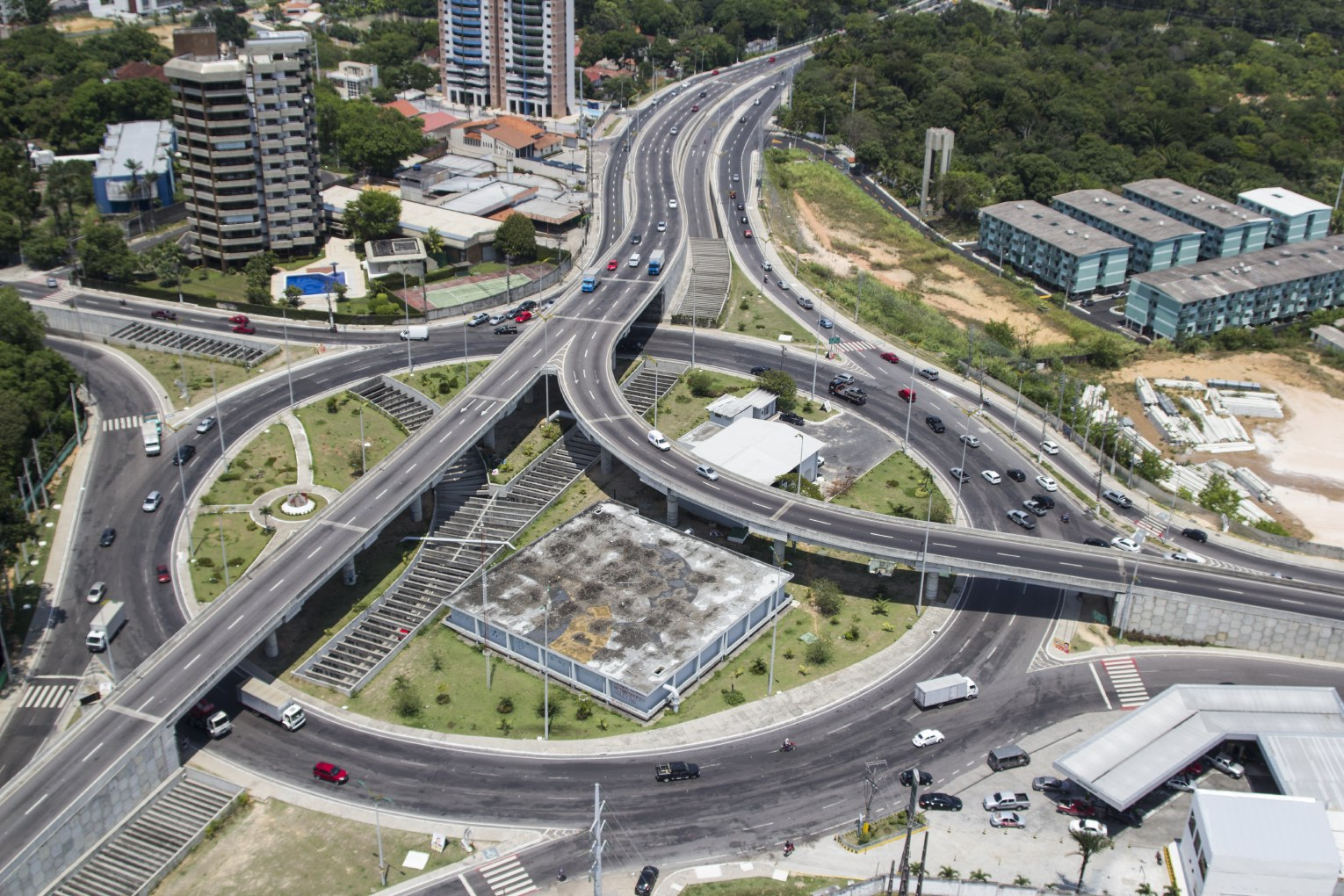
Rotatória abaixo do Viaduto Gilberto Mestrinho, em Manaus.

Segundo o Código de Trânsito Brasileiro, quando veículos se cruzarem em uma rotatória (desde que não haja sinalização), o veículo que estiver circulando por ela tem a preferência.
No caso de a via que se vai acessar for uma via perpendicular, o regulamento do Código Nacional de Trânsito, não revogado, estabelece que a estrada mais movimentada tem preferência sobre qualquer outra via. No caso de todos os veículos se encontrarem no mesmo ponto de parada, a preferência é do veículo que está à direita.

### Expressões regionais
No Brasil, as rotatórias são denominadas de várias formas, dependendo da região. No Distrito Federal, Ceará, Maranhão e Paulínia, é comum utilizar-se a expressão balão. Em alguns estados do Nordeste, usa-se a palavra giradouro ou trevo. No Rio Grande do Sul, é usado o termo rótula. [carece de fontes?]

## Código da Estrada Português

Sinalização rodoviária usado na Europa para indicação de sentido de circulação em rotunda (anti-horário na Europa continental; horário nas ilhas britânicas)

Segundo a Autoridade Nacional de Segurança Rodoviária, na circulação em rotundas os condutores devem adotar o seguinte comportamento:
- O condutor que pretende tomar a primeira saída da rotunda deve:
  - Ocupar, dentro da rotunda, a via da direita, sinalizando antecipadamente quando pretender sair.
- Se pretende tomar qualquer das outras saídas, deve:
  - Ocupar, dentro da rotunda, a via de trânsito mais adequada em função da saída que vai utilizar;
  - Aproximar-se progressivamente da via da direita;
  - Fazer sinal para a direita depois de passar a saída imediatamente anterior à que pretende utilizar;
  - Mudar para a via de trânsito da direita antes da saída, sinalizando antecipadamente quando for sair.

Sinalização de manobras:
- Todas as manobras que impliquem deslocamento lateral do veículo decorrente da mudança de via de trânsito ou saída da rotunda devem ser previamente sinalizadas.

## Etmologia
A palavra "rotatória" tem sua origem no termo latino "rota", que significa "roda" ou "giro". A rotatória é uma forma de interseção viária em que o tráfego é organizado em torno de uma ilha central circular, permitindo a circulação contínua dos veículos em uma direção geralmente anti-horária.

## História
O conceito de rotatória remonta à antiguidade, quando civilizações como os romanos já utilizavam estratégias para melhorar o fluxo do tráfego em suas cidades. No entanto, o primeiro uso formal das rotatórias modernas, como as conhecemos hoje, ocorreu no final do século XIX, no Reino Unido.
A primeira rotatória moderna foi construída em 1905, na cidade de Letchworth, na Inglaterra, pelo engenheiro britânico Frank Blackmore. Ele projetou a rotatória com o objetivo de melhorar a fluidez do tráfego e evitar congestionamentos. Esse projeto foi bem-sucedido, o que levou à adoção de rotatórias em outras partes do Reino Unido e, posteriormente, em todo o mundo.
Ao longo do tempo, as rotatórias foram sendo aprimoradas e adaptadas de acordo com as necessidades de cada localidade. Em alguns lugares, são chamadas de "rotundas" ou "glorietas". As rotatórias têm sido amplamente utilizadas como solução para melhorar o tráfego, reduzir a velocidade dos veículos e aumentar a segurança nas interseções.
Hoje em dia, as rotatórias são comuns em muitos países e desempenham um papel importante no planejamento urbano e na engenharia de tráfego. São consideradas uma alternativa eficiente e segura aos semáforos e cruzamentos tradicionais, ajudando a melhorar a circulação nas vias e a reduzir os acidentes de trânsito.

## Galeria
- Em Palmas, capital do Tocantins, possui um número expressivo de rotatórias, característica do traçado urbano e planejamento da cidade.[8]
- Rotatória suspensa na República Tcheca.
- Rotatória de Brasília, onde é conhecida como "balão".
- Vista de uma rotatória em Bristol, Inglaterra.
- Uma rotatória em Belo Horizonte.
- Rotatória em T, comum em praias da costa brasileira (Itanhaém).
- Rotatória holandesa em Reino Unido gerada mediante urbanismo tático.
- Turbo-rotatória nos Países Baixos.